# Shilling tanzanien
Le shilling tanzanien (en swahili : shilingi, en anglais : Tanzanian shilling) est la monnaie officielle de la Tanzanie depuis 1966, date à laquelle il a remplacé le shilling est-africain. Il est parfois appelé localement en anglais le T-shilling. Son symbole monétaire est TSh (code ISO : TZS).
Le shilling est divisé en 100 senti.

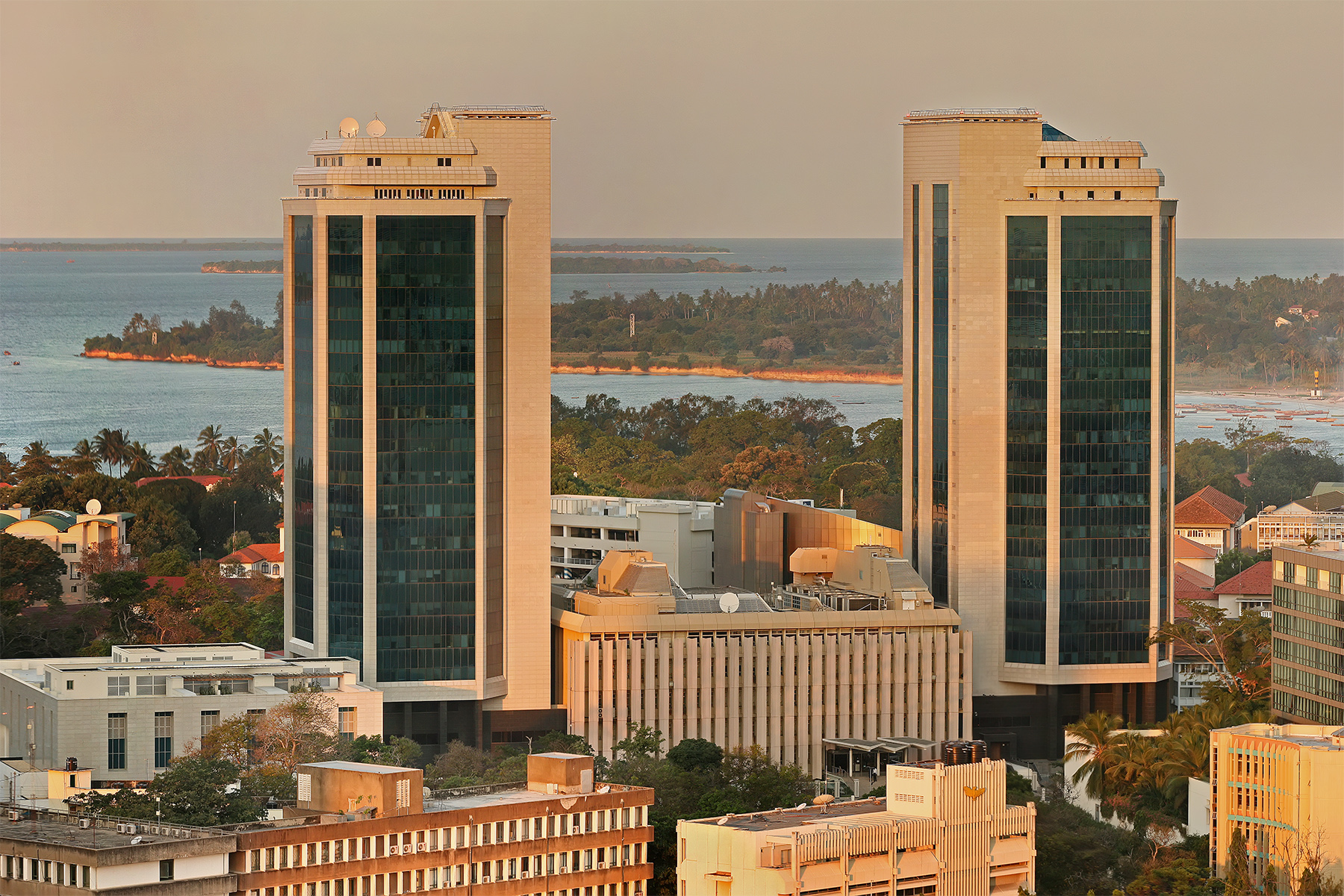
Le siège de la Banque de Tanzanie, à Dar es Salam.

## Symbole
Les montants en shillings tanzaniens sont souvent inscrits sous la forme x/y, où x est le montant en shillings et y le montant en senti. Le signe égal ou un tiret signifie alors zéro. Ainsi 500 shillings est écrit 500/= ou 500/-.

## Étymologie
Le mot swahili shilingi vient de l'anglais shilling, du vieil anglais scilling ou scylling et fut utilisé comme traduction du latin solidus.
Si le shilling, qui valait un vingtième de livre n'est plus utilisé au Royaume-Uni depuis 1971, il est toujours utilisé aujourd'hui dans les pays qui utilisèrent le shilling est-africain: shilling tanzanien, shilling kényan, shilling ougandais, shilling somalien.

## Histoire
La monnaie de l'Afrique orientale allemande est la roupie, initialement émise par la Compagnie de l'Afrique orientale allemande, qui se divise en 64 pesa. À partir de 1904, le gouvernement allemand introduit une nouvelle roupie, basée sur un système décimal, qui se divise dorénavant en 100 heller.
En 1919, alors que l'Afrique orientale allemande, excepté le Ruanda-Urundi, passe sous mandat britannique et devient le Territoire du Tangagnyika, la roupie est remplacée par le florin est-africain. Le florin se divise alors en deux shillings, et un shilling en cinquante cents. Jusqu'en 1919, ces pièces sont marquées East Africa and Uganda Protectorates, puis à partir de 1920, East Africa.
En mai 1921, le florin est-africain est remplacé par le shilling est-africain, qui restera la monnaie officielle du territoire sous mandat, puis du Tangagnyika indépendant et enfin de la Tanzanie jusqu'en 1966. Le shilling est-africain se divise en 100 cents.
Le sultanat de Zanzibar, qui devient le protectorat de Zanzibar en 1890, utilise le ryal de Zanzibar, divisé en 136 pysa, jusqu'en 1908. En 1908, est introduit un système décimal, avec l'émission de la roupie de Zanizibar, qui remplace le ryal au taux de 2⅛ roupies pour un ryal. Une roupie de Zanzibar se divise en 100 cents. 
La roupie de Zanzibar est remplacée elle aussi par le shilling est-africain, le 1er janvier 1936, au taux d'un shilling et demi pour une roupie.
Le shilling tanzanien remplace le shilling est-africain en Tanzanie, à parité égale, en 1966.

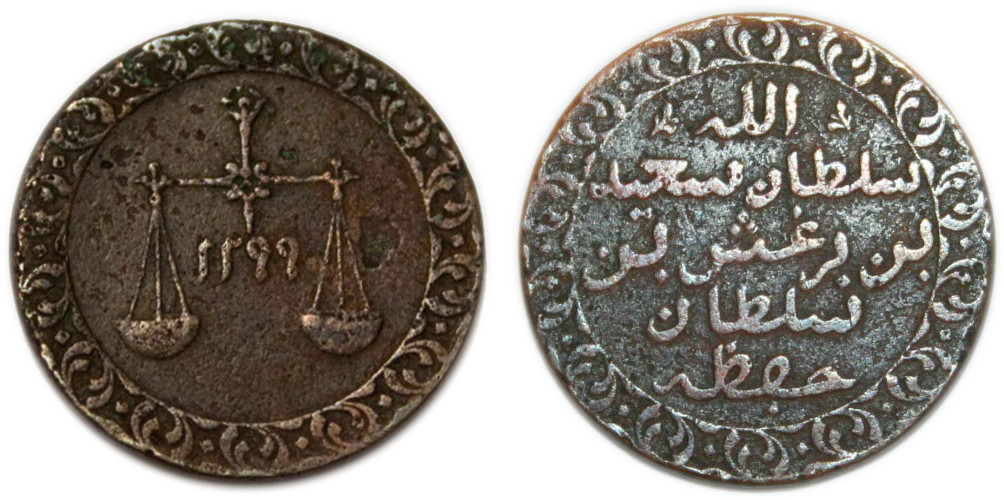
Un pysa de Zanzibar, vers 1882 (an 1299 de l'Hégire)
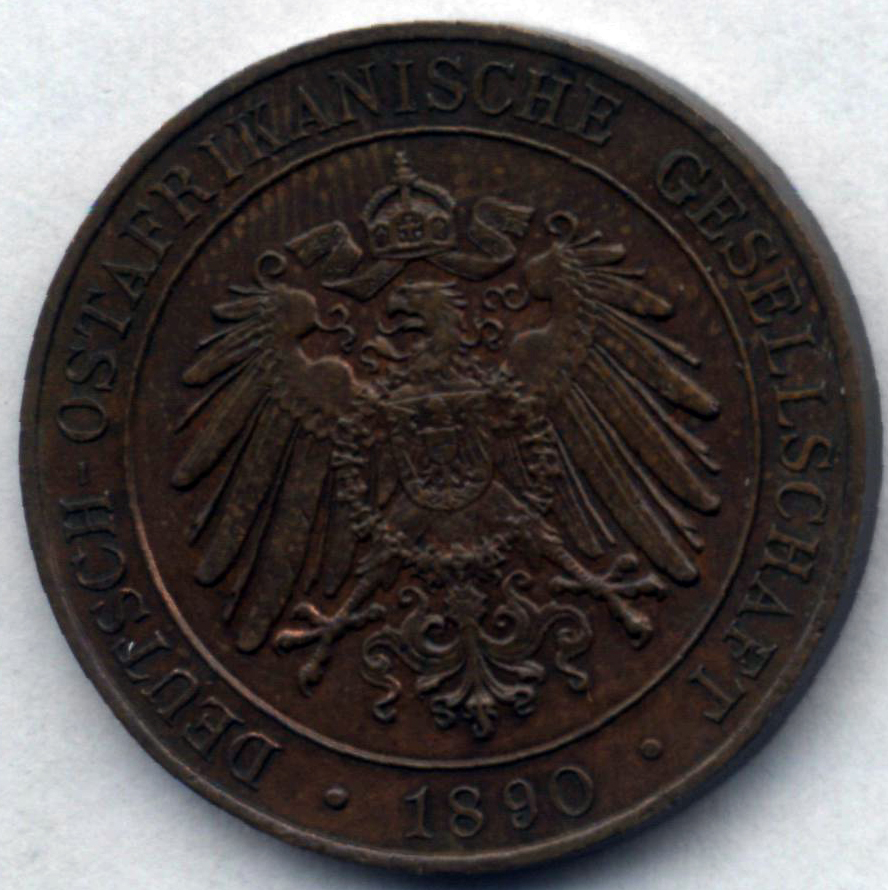
Un pesa d'Afrique Orientale Allemande, 1890
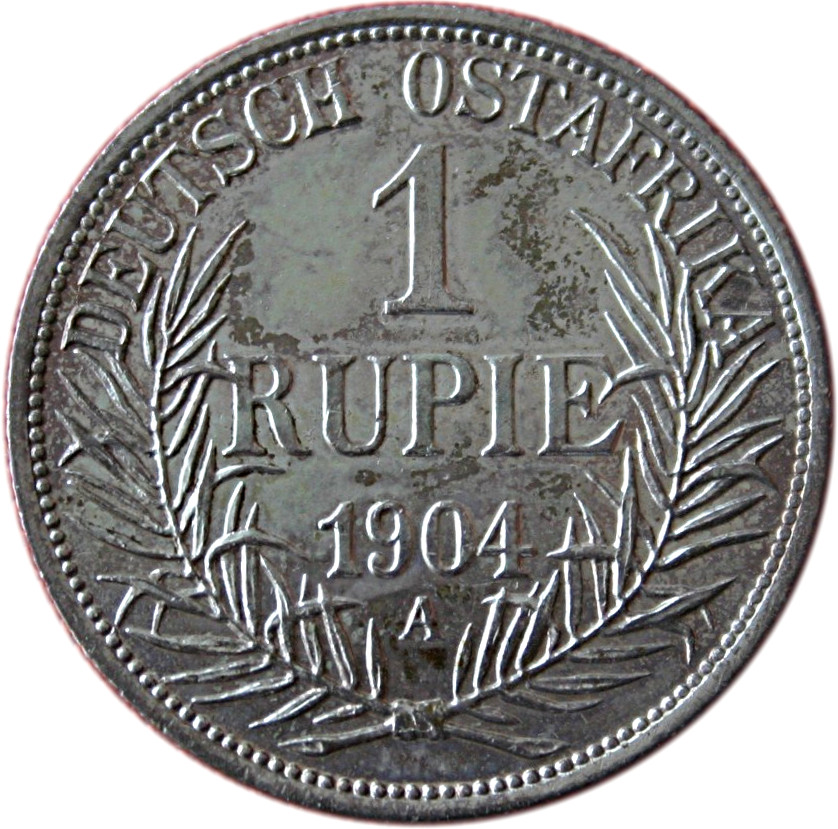
Une roupie d'Afrique Orientale Allemande, 1904
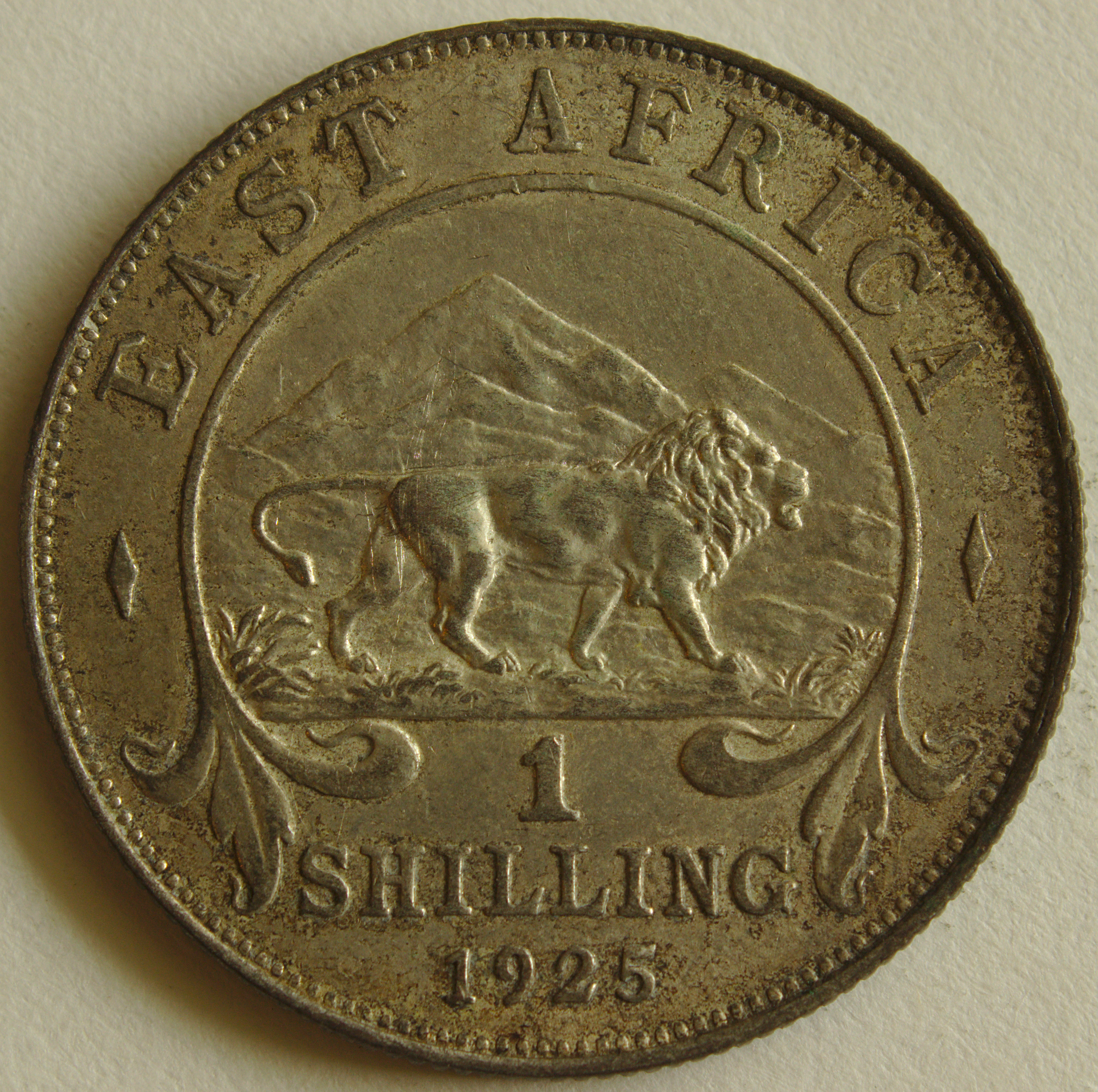
Un shilling est-africain, 1925
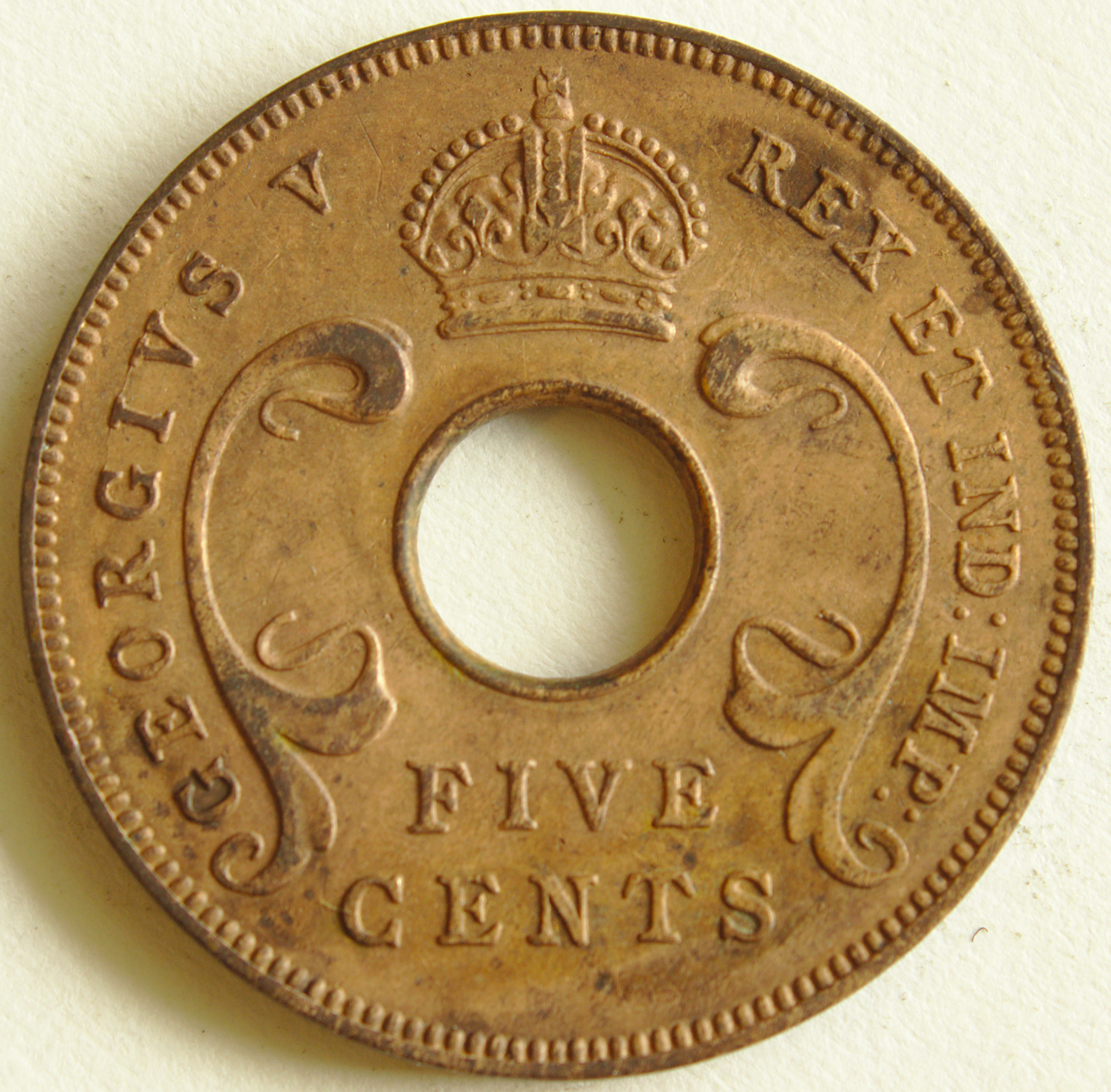
5 cents est-africains, George V, 1935

## Pièces

### Pièces circulantes
Les pièces de 5, 20 et 50 senti et 1 shilling sont introduites en 1966. Une pièce de 5 shillings est introduite en 1972, suivie d'une pièce de 10 senti en 1977. Cette première série est dessinée par Christopher Ironside.
En 1990, sont introduites une nouvelles pièce de 5 shilling, ainsi que les pièces de 10 et 20 shillings. Une pièce de 100 shillings est introduite en 1994, une pièce de 50 shillings en 1996, une pièce de 200 shillings en 1998, puis une pièce de 500 shillings en 2014.
Bien que toutes les pièces émises soient officiellement en circulation, les pièces inférieures à 50 shillings ont aujourd'hui pratiquement disparu en raison de leur très faible valeur.
| Pièces circulantes, | Pièces circulantes, | Pièces circulantes, | Pièces circulantes, | Pièces circulantes, | Pièces circulantes,    | Pièces circulantes, | Pièces circulantes, | Pièces circulantes,                               | Pièces circulantes,         |
| Image               | Image               | Valeur              | Caractéristiques    | Caractéristiques    | Caractéristiques       | Caractéristiques    | Description | Description                                       | Date de mise en circulation |
| Avers               | Revers              | Valeur              | Diamètre (mm)       | Poids (g)           | Matière                | Forme               | Face | Pile                                              | Date de mise en circulation |
| ------------------- | ------------------- | ------------------- | ------------------- | ------------------- | ---------------------- | ------------------- | --- | ------------------------------------------------- | --------------------------- |
|                     |                     | =/5                 | 22,5                | 4                   | bronze                 | dodécagonale        | « TANZANIA : RAIS WA KWANZA » (Premier président) ; année ; profil de Julius Nyerere                                                              | « SENTI TANO » ; istiophorus                      | 1966                        |
|                     |                     | =/10                | 25                  | 4,8                 | nickel laiton          | festonnée           | « TANZANIA : RAIS WA KWANZA » (Premier président) ; année ; profil de Julius Nyerere                                                              | « SENTI KUMI » ; zèbre                            | 1977                        |
|                     |                     | =/20                | 24                  | 5                   | nickel laiton          | ronde               | « TANZANIA : RAIS WA KWANZA » (Premier président) ; année ; profil de Julius Nyerere                                                              | « SENTI ISHIRINI » ; autruche                     | 1966                        |
|                     |                     | =/50                | 21                  | 4                   | cuivre nickel          | ronde               | « TANZANIA : RAIS WA KWANZA » (Premier président) ; année ; profil de Julius Nyerere                                                              | « SENTI HAMSINI » ; lapin                         | 1966                        |
|                     |                     | 1/=                 | 27,5                | 8                   | cuivre nickel          | ronde               | « TANZANIA : RAIS WA KWANZA » (Premier président) ; année ; profil de Julius Nyerere                                                              | « SHILINGI MOJA » ; Torche Uhuru                  | 1966                        |
|                     |                     | 1/=                 | 23,5                | 6,5                 | acier plaqué nickel    | ronde               | « TANZANIA », année, profil de Julius Nyerere | « SHILINGI MOJA » ; Torche Uhuru                  | 1987                        |
|                     |                     | 5/=                 | 31,5                | 13,8                | cuivre nickel          | décagonale          | « TANZANIA », année, profil de Julius Nyerere | « SHILINGI TANO » ; produits de l' agriculture    | 1972                        |
|                     |                     | 10/=                | 29                  | 9,7                 | cuivre nickel          | ronde               | « MWALIMU JULIUS K. NYERERE RAIS WA KWANZA WA TANZANIA » (Maitre Julius K. Nyerere ; Premier président de Tanzanie) buste de Julius Nyerere       | « SHILINGI KUMI » année, armoiries de la Tanzanie | 1990                        |
|                     |                     | 20/=                | 31                  | 13                  | acier plaqué nickel    | heptagonale         | « TANZANIA », année, profil de Ali Hassan Mwinyi                                                                                                  | « SHILINGI ISHIRINI » ; éléphant                  | 1990                        |
|                     |                     | 50/=                | 22                  | 7,91                | acier plaqué laiton    | heptagonale         | « ALI HASAN MWINYI ; RAIS WA PILI WA TANZANIA » (Ali Hassan Mwinyi ; Deuxième président de Tanzanie) ; profil de Ali Hassan Mwinyi                | « SHILINGI HAMSINI » ; rhinocéros                 | 1996                        |
|                     |                     | 100/=               | 24,5                | 9                   | acier plaqué laiton    | ronde               | « MWALIMU JULIUS K. NYERERE RAIS WA KWANZA WA TANZANIA » (Maitre Julius K. Nyerere ; Premier président de Tanzanie) buste de Julius Nyerere       | « SHILINGI MIA MOJA » ; année, impalas            | 1994                        |
|                     |                     | 200/=               |                     | 8                   | cuivre - nickel - zinc | ronde               | « SHEIK ABEID AMANI KARUME ; RAIS WA KWANZA WA ZANZIBAR » (Cheikh Abeid Amani Karume ; Premier président de Zanzibar) buste de Abeid Karume Année | « SHILINGI MIA MBILI » ; lion et lionceau         | 1998                        |
|                     |                     | 500/=               |                     |                     |                        | ronde               | « SHEIK ABEID AMANI KARUME ; RAIS WA KWANZA WA ZANZIBAR » (Cheikh Abeid Amani Karume ; Premier président de Zanzibar) buste de Abeid Karume Année | « BOT / 500 »« SHILINGI MIA TANO » ; buffle       | 2014                        |

### Pièces commémoratives
La banque de Tanzanie a émis un nombre important de pièces commémoratives thématiques en shillings tanzaniens, destinées à circuler ou de collection,.
Les pièces commémoratives destinées à circuler sont émises pendant un temps limité. Les thèmes représentés sont certains anniversaires de l'indépendance ou de la banque de Tanzanie, ou l'Organisation des Nations Unies pour l'alimentation et l'agriculture. Elles sont généralemant en alliage cuivre-nickel, avec une valeur faciale de 5 à 100 shillings. 
Les pièces de collection sont en argent ou en or, et peuvent être de formes variées. Le thème le plus fréquent est la faune sauvage de Tanzanie. Certains anniversaires de l'indépendance et de la banque centrale, le fonds Save the Children, l'Organisation des Nations Unies pour l'alimentation et l'agriculture, la canonisation des papes Jean XXIII et Jean-Paul II, les papillons du monde ou les singes de la sagesse sont d'autres thèmes représentés. Leur valeur faciale va de 25 shilings à 50 000 shillings.

## Billets
Les premiers billets, de 5, 10, 20 et 100 shillings sont introduits en 1966. Une deuxième série sera émise en 1978, comprenant les billets de 10, 20 et 100 shillings. Puis une troisième série en 1985 (billets de 20, 50 et 100 shillings), une quatrième série en 1986 (billets de 20, 50 et 200 shillings), une cinquième série en 1992 (billets de 50, 200, 500 et 1000 shillings), une sixième série en 1993 (billets de 50, 100, 200, 500, 1000, 5000 et 10000 shillings), une septième série en 1997 (billets de 500, 1000, 5000, 10000 shillings), un nouveau billet de 1000 shillings en 2000, une huitième série en 2003 (billets de 500, 1000, 2000, 5000 et 10000 shillings).
Les billets actuellement en circulation ont été introduits en janvier 2011. Cette neuvième série comprend les coupures de 500, 1000, 2000, 5000 et 10000 shillings. Toutes les coupures antérieures ont été retirées de la circulation, mais peuvent toujours être échangées par la Banque de Tanzanie.
De 1966 à 1985, les billets de banque représentent tous Julius Nyerere, président en exercice. De 1986 à 1996, ils représentent tous Ali Hasan Mwinyi, président de 1985 à 1995. 

### Anciens billets
|  |  | 10/= (Shilingi kumi)      | - | Vert        | Julius Nyerere | Monument de la Déclaration d'Arusha | Girafe | 1966 |
|  |  | 20/= (Shilingi ishirini)  | - | Bleu-violet | Julius Nyerere | Usine General Tire East Africa      | Girafe | 1966 |
|  |  | 100/= (Shilingi mia moja) | - | Rouge       | Julius Nyerere | Maasaï                              | Girafe | 1966 |

| Série de 1997 | Série de 1997                  | Série de 1997 | Série de 1997      | Série de 1997                                      | Série de 1997                                                       | Série de 1997 | Série de 1997               | Série de 1997 |
| Image         | Valeur                         | Dimensions    | Couleur principale | Description                                        | Description                                                         |               | Date de mise en circulation |               |
| Image         | Valeur                         | Dimensions    | Couleur principale | Avers                                              | Revers                                                              | Filigrane     | Date de mise en circulation |               |
| ------------- | ------------------------------ | ------------- | ------------------ | -------------------------------------------------- | ------------------------------------------------------------------- | ------------- | --------------------------- | ------------- |
|               | 500 /= (Shilingi Mia Tano)     | 138 x 69 mm   | Vert               | Armoiries de la Tanzanie; girafe; zèbre            | Récolte du clou de girofle; Torche de la Liberté (Torche Uhuru)     | Girafe        | 1997                        |               |
|               | 1000 /= (Shillingi Elfu Moja)  | 142 × 71 mm   | Rouge              | Armoiries de la Tanzanie; girafe; éléphant         | Mine de charbon de Kiwira; porte de la banque du Peuple de Zanzibar | Girafe        | 1997                        |               |
|               | 1000 /= (Shilingi Elfu Moja)   | 142 × 71 mm   | Rouge              | Armoiries de la Tanzanie; Julius Nyerere; éléphant | Mine de charbon de Kiwira; porte de la banque du Peuple de Zanzibar | Girafe        | 2000                        |               |
|               | 5000 /= (Shillingi Elfu Tano)  | 145 × 73 mm   | Violet             | Armoiries de la Tanzanie; girafe; rhinocéros noir  | Girafes; Kilimandjaro                                               | Girafe        | 1997                        |               |
|               | 10,000 /= (Shilingi Elfu Kumi) | 149 × 75 mm   | Indigo             | Armoiries de la Tanzanie; girafe; lion             | Banque de Tanzanie et House of Wonders de Zanzibar                  | Girafe        | 1997                        |               |

|  |  | 500/= (Shilingi Mia Tano)      | 130 × 63 mm | Vert          | Buffle                 | Nkrumah Hall, Université de Dar es Salam           | Girafe | 2003 |
|  |  | 1000/= (Shilingi Elfu Moja)    | 135 × 66 mm | Bleu-violet   | Julius Nyerere         | Palais d'État de Dar es Salam                      | Girafe | 2003 |
|  |  | 2000/= (Shillingi Elfu Mbili)  | 140 × 69 mm | Orange-marron | Lion, MontKilimandjaro | Fort de Stone Town, Zanzibar                       | Girafe | 2003 |
|  |  | 5000/= (Shillingi Elfu Tano)   | 145 × 72 mm | Violet        | Rhinocéros Noir        | Mine d'or de Geita et House of Wonders de Zanzibar | Girafe | 2003 |
|  |  | 10 000/= (Shillingi Elfu Kumi) | 150 × 75 mm | Rouge         | Éléphant               | Banque de Tanzanie                                 | Girafe | 2003 |

### Billets actuellement en circulation
| Série de 2011 | Série de 2011 | Série de 2011                 | Série de 2011 | Série de 2011      | Série de 2011                                                      | Série de 2011                                                | Série de 2011  | Série de 2011               |
| Image         | Image         | Valeur                        | Dimensions    | Couleur principale | Description                                                        | Description                                                  | Description    | Date de mise en circulation |
| Avers         | Revers        | Valeur                        | Dimensions    | Couleur principale | Avers                                                              | Revers                                                       | Filigrane      | Date de mise en circulation |
| ------------- | ------------- | ----------------------------- | ------------- | ------------------ | ------------------------------------------------------------------ | ------------------------------------------------------------ | -------------- | --------------------------- |
|               |               | 500 /= (Shilingi Mia Tano)    | 120 × 60 mm   | Vert               | Armoiries de la Tanzanie; Abeid Karume                             | Université de Dar es Salam et étudiants et Bâton d'Asclépios | Julius Nyerere | 2011                        |
|               |               | 1000 /= (Shillingi Elfu Moja) | 125 × 65 mm   | Bleu               | Armoiries de la Tanzanie; Julius Nyerere; Rocher Bismarck à Mwanza | Caféier et Palais d'État de Dar es Salam                     | Julius Nyerere | 2011                        |
|               |               | 2000 /= (Shilingi Elfu Mbili) | 130 × 66 mm   | Orange- marron     | Armoiries de la Tanzanie; Lion                                     | Palmiers et Fort de Stone Town                               | Julius Nyerere | 2011                        |
|               |               | 5000 /= (Shillingi Elfu Tano) | 135 × 67 mm   | Violet             | Armoiries de la Tanzanie; plante; rhinocéros noir                  | Mine d'or de Geita                                           | Julius Nyerere | 2011                        |
|               |               | 10,000 /= (Shilingi ElfuKumi) | 140 × 68 mm   | Rouge              | Armoiries de la Tanzanie; éléphant                                 | Fleurs et bâtiments de la Banque de Tanzanie                 | Julius Nyerere | 2011                        |